# پرستوجنگلی
پرستوجنگلی (نام علمی: Artamus) نام یک سرده از تیره پرستوجنگلیان است.

## گونه‌ها
| گونه‌های پرستوجنگلی                            | گونه‌های پرستوجنگلی | گونه‌های پرستوجنگلی | گونه‌های پرستوجنگلی |
| نام فارسی و نام علمی                          | تصویر              | توضیح              | پراکنش             |
| --------------------------------------------- | ------------------ | ------------------ | ------------------ |
| پرستوی جنگلی خاکستری (Artamus fuscus)         |                    |                    |                    |
| پرستوی جنگلی فیجی (Artamus mentalis)          |                    |                    |                    |
| پرستوی جنگلی پشت‌عاجی (Artamus monachus)       |                    |                    |                    |
| پرستوی جنگلی بزرگ (Artamus maximus)           |                    |                    |                    |
| پرستوی جنگلی سینه‌سفید (Artamus leucorynchus)  |                    |                    |                    |
| پرستوی جنگلی پشت‌سفید (Artamus insignis)       |                    |                    |                    |
| پرستوی جنگلی نقاب‌دار (Artamus personatus)     |                    |                    |                    |
| پرستوی جنگلی ابروسفید (Artamus superciliosus) |                    |                    |                    |
| پرستوی جنگلی سیاه‌چرده (Artamus cinereus)      |                    |                    |                    |
| پرستوی جنگلی تیره (Artamus cyanopterus)       |                    |                    |                    |
| پرستوی جنگلی کوچک (Artamus minor)             |                    |                    |                    |